# ФК Хановер 96
Хановер 96 је немачки фудбалски клуб из града Хановера. Хановер 96 игра своје утакмице на ХДИ арени капацитета 49.500 гледалаца, и тренутно се такмичи у другој немачкој Бундеслиги.

## Историја
Када су становници Хановера основали клуб 12. априла 1896. године, на уму су им били рагби и атлетика. Фудбал је на ред дошао тек три године касније, али се име клуба упркос томе позива на оригиналну годину оснивања.
На националном нивоу, Хановер 96 се појавио средином 30-их, пласманом у прво финале лиге и давањем играча за репрезентацију. Велико изненађење клуб из Доње Саксоније је направио 1938, када је у финалу шампионата победио најславнији клуб епохе Шалке 04, после два меча (3:3 и 4:3).
Најуспешнија година у историји клуба била је 1954. Хановер је тада стигао до финала лиге, у којем је декласирао Кајзерслаутерн са 5:1. Пет чланова екипе ушло је у репрезенатцију Немачке, која ће у лето исте године начинити „Чудо из Берна“ - победу над неприкосновеном мађарском селекцију у финалу светског првенства.
Статус клуба остао је аматерски и на почетку 60-их, па је на оснивању Бундеслиге Хановер заиграо у регионалној лиги, група север. Брзо су се Саксонци пробили у највиши ранг и у њему остали пуних десет година, без већих достигнућа.
У периоду од 1974. до 2002. године. Хановер је у првој Бундеслиги провео само четири сезоне. У другој половини 90-их чак је стигао на ивицу колапса, проводећи две сезоне у аматерском трећем рангу. Пре тога стекао је још славе.
У сезони 1991/92. Хановер је серијом од пет победа над прволигашима (укључујући обе Борусије и Вердер освојио куп Немачке. Тако је постао прва друголигашка екипа која је дошла до пехара.

## Успеси клуба
- Првак Бундес лиге 2: 1938, 1954.
- Куп Немачке 1: 1992.

## Хановер 96 у европским такмичењима
| Сезона  | Такмичење             | Коло          | Земља           | Клуб                 | Резултат      |
| ------- | --------------------- | ------------- | --------------- | -------------------- | ------------- |
| 1958/60 | Куп сајамских градова | Осмина финала | Италија         | Рома                 | 1:3, 1:1      |
| 1960/61 | Куп сајамских градова | Осмина финала | Италија         | Интер                | 2:8, 1:6      |
| 1961/62 | Куп сајамских градова | 1. коло       | Шпанија         | Еспањол              | 0:1, 0:2      |
| 1965/66 | Куп сајамских градова | 2. коло       | Португалија     | Порто                | 5:0, 1:2      |
| 1965/66 | Куп сајамских градова | Осмина финала | Шпанија         | Барселона            | 2-1, 0-1, 1-1 |
| 1967/68 | Куп сајамских градова | 1. коло       | Италија         | Наполи               | 0:4, 1:1      |
| 1968/69 | Куп сајамских градова | 1. коло       | Данска          | Одензе               | 3:2, 1:0      |
| 1968/69 | Куп сајамских градова | 2. коло       | Шведска         | АИК                  | 2:4, 5:2      |
| 1968/69 | Куп сајамских градова | Осмина финала | Енглеска        | Лидс јунајтед        | 1:5, 1:2      |
| 1969/70 | Куп сајамских градова | 1. коло       | Холандија       | Ајакс                | 2:1, 0:3      |
| 1992/93 | Куп победника купова  | 1.коло        | Њемачка         | Вердер Бремен        | 1:3, 2:1      |
| 2011/12 | Лига Европе           | Плеј-оф коло  | Шпанија         | Севиља               | 2:1, 1:1      |
| 2011/12 | Лига Европе           | Група         | Белгија         | Стандард Лијеж       | 0:0, 0:2      |
| 2011/12 | Лига Европе           | Група         | Данска          | Копенхаген           | 2:2, 2:1      |
| 2011/12 | Лига Европе           | Група         | Украјина        | Ворскла Полтава      | 2:1, 3:1      |
| 2011/12 | Лига Европе           | 3. коло       | Белгија         | Клуб Бриж            | 2:1, 1:0      |
| 2011/12 | Лига Европе           | Осмина финала | Белгија         | Стандард Лијеж       | 2:2, 4:0      |
| 2011/12 | Лига Европе           | Четвртфинале  | Шпанија         | Атлетико Мадрид      | 1:2, 1:2      |
| 2012/13 | Лига Европе           | 3. коло квал. | Република Ирска | Сент Патрикс Атлетик | 2:0, 3:0      |
| 2012/13 | Лига Европе           | Плеј-оф коло  | Пољска          | Сласк Вроцлав        | 5:1, 5:3      |
| 2012/13 | Лига Европе           | Група         | Холандија       | Твенте               | 0:0, 2:2      |
| 2012/13 | Лига Европе           | Група         | Шпанија         | Леванте              | 2:1, 2:2      |
| 2012/13 | Лига Европе           | Група         | Шведска         | Хелсинборг           | 3:2, 2:1      |
| 2012/13 | Лига Европе           | 2R            | Русија          | Анжи                 | 1:3, 1:1      |